# Geranium hispidissimum
Geranium hispidissimum är en näveväxtart som först beskrevs av Adrien René Franchet, och fick sitt nu gällande namn av R. Knuth in Engl.. Geranium hispidissimum ingår i släktet nävor, och familjen näveväxter. Inga underarter finns listade i Catalogue of Life.